# پلی‌رادیکولوپاتی
پلی‌رادیکولوپاتی (به انگلیسی: Polyradiculoneuropathy) سندرم سیستم عصبی محیطی غیرشایع است که در نتیجه شرایط مختلف ایجاد می‌شود. علائم بالینی این سندرم متغیر است، اما معمولاً هنگام آسیب به چندین ریشه عصبی به وجود و باعث ایجاد علائم و نشانه‌های عصبی مانند درد مزمن، ضعف و از دست دادن حواس می‌شود. پلی رادیکولوپاتی ممکن است شامل ضعف بدنی متقارن یا نامتقارنِ دیستال و پروگزیمال با درجۀ متغیری از از دست دادن حس و کاهش یا از بین رفتن رفلکس همراه باشد. شایع‌ترین علت پلی رادیکولوپاتی حاد، پلی رادیکولوپاتی دِمیلینه کننده التهابی حاد است (همچنین به عنوان سندرم گیلن باره شناخته می‌شود). با این حال، سایر علل التهابی، عفونی یا نئوپلاستیک می‌توانند با ویژگی‌های مشابه ظاهر شوند. پلی رادیکولوپاتی‌های مزمن شامل پلی رادیکولوپاتی دمیلینه کننده التهابی مزمن و همچنین سندرم‌های مرتبط با پاراپروتئین و سایر علل التهابی و عفونی است. ارزیابی با استفاده از ترکیبی از مطالعات سرولوژیک، تست الکترودیاگنوستیک و ارزیابی CSF می‌تواند به شناسایی علت زمینه ای و اجرای درمان مناسب کمک کند.
پلی رادیکولوپاتی با پلکسوپاتی متفاوت بوده زیرا در پلی رادیکولوپاتی، درگیری در چندین ریشه عصبی است و معمولاً به صورت دو طرفه رخ می‌دهد (پلکسوپاتی یک ضایعه دیستال نزدیک به منشأ اعصاب محیطی فردی است). ارزیابی الکترودیاگنوستیک در هر هر دو پلی رادیکولوپاتی و پلکسوپاتی می‌تواند نه تنها برای درک آناتومیک ضایعه، بلکه برای پیش‌آگهی و تصمیمات مدیریتی نیز مهم باشد.
ممکن است این سندرم نتیجه یک بیماری خودایمنی ایجاد شده باشد، به این معنی که سیستم ایمنی به بخش‌هایی از سیستم عصبی بدن حمله و آن‌ها را تخریب می‌کند (نمونه شایع ای مسئله بیماری ام اس است).

## تشخیص افتراقی
از آنجایی که پلی رادیکولوپاتی چندین ریشه عصبی را تحت تأثیر قرار می‌دهد، می‌تواند شرایطی مانند پلی‌نوروپاتی، پلکسوپاتی و مونو نوروپاتی مالتیپلکس را تقلید و تشخیص را بسیار چالش‌برانگیز کند. اغلب علائم عینی مانند ضعف، از دست دادن حس و تغییر رفلکس در مقایسه با شکایت از درد و پارستزی خفیف هستند. اگرچه قطعاً استثنائاتی برای این قاعده وجود دارد، اما ظرافت یافته‌های به دست آمده از معاینه فیزیکی عصب حرکتی و حسی-جانبی و آسیب ناقص ریشه عصبی، باعث جداسازی پلی رادیکولوپاتی از دیگر تشخیص‌های افتراقی می‌شود.

## درمان
تحقیقات نشان داده‌است که درمان با یک دوره انفوزیون داخل ایمونوگلوبولین وریدی (IVIG) یک درمان بالقوه و مؤثر برای پلی رادیکولوپاتی محسوب می‌شود. (گزارش‌ها نشان می‌دهد، باعث بهبودی طولانی مدت در یک مورد مرتبط با لوپوس سیستمیک (لوپوس اریتماتوز سیستمیک) شده‌است).

## اپیدمیولوژی
پلی رادیکولوپاتی می‌تواند در هر زمانی از زندگی و در هر فرد مرد، زن، جوان یا پیر رخ دهد. این سندرم نادر است و در ۱ نفر از هر ۱۰۰۰۰۰ نفر یافت می‌شود. ذکر شده‌است که تقریباً ۵۰ درصد موارد AIDP به دنبال عفونت ویروسی یا باکتریایی رخ می‌دهد.